# Cyathea samoensis
Cyathea samoensis är en ormbunkeart som beskrevs av Bak. Cyathea samoensis ingår i släktet Cyathea och familjen Cyatheaceae. Inga underarter finns listade.